# 自衛隊前車站
自衛隊前車站（日语：／ Jieitai-mae eki */?）是一位於日本北海道札幌市南區澄川4条7丁目，隸屬於札幌市交通局的地下鐵車站。自衛隊前站是札幌市營地下鐵南北線的沿線車站之一，車站編號N15。由於車站鄰近陸上自衛隊真駒內屯駐地，因而得名。

## 車站構造
2面2線對向式月台的高架車站。1樓為閘口、2樓為月台。南北線南端部分的高架路段唯一的對向式月台，各月台與閘口之間都設有升降機。

### 月台配置
| 月台 | 路線   | 目的地               |
| ---- | ------ | -------------------- |
| 1    | 南北線 | 真駒內方向           |
| 2    | 南北線 | 大通、札幌、麻生方向 |

## 相鄰車站
札幌市營地下鐵
 南北線
澄川（N14）－自衛隊前（N15）－真駒內（N16）